# Andy McGhee
Andrew „Andy“ McGhee (* 3. November 1927 in Wilmington (North Carolina); † 12. Oktober 2017 in Marietta (Georgia)) war ein Jazz-Tenorsaxophonist, Autor und Hochschullehrer.
McGhee graduierte 1949 am New England Conservatory und arbeitete kurzzeitig bei Roy Eldridge und dem Bostoner Musiker Fat Man Robinson. Von 1957 bis 1963 gehörte er der Lionel Hampton Band an, mit der er auf Tourneen durch die Vereinigten Staaten, Europa und Fernost ging. Seine Komposition  „McGhee“ wurde von Hampton auf dem Album The Many Sides of Lionel Hampton aufgenommen. Anschließend arbeitete McGhee von 1963 bis 1966 bei Woody Herman, auf dessen Album Woody’s Winners (1965) er zu hören ist. Danach wurde er Dozent am Berklee College of Music. Zu McGhees Studenten zählen u. a. Bill Pierce, Javon Jackson, Michael Hashim, Donald Harrison, Antonio Hart, Sam Newsome, Richie Cole, Greg Osby, Ralph Moore, Carlo Schöb und Giorgio Visibelli. Neben seiner Lehrtätigkeit schrieb er mehrere Lehrbücher wie Improvisation for Saxophone: The Scale/Mode Approach und Modal Strategies for Saxophone.

## Veröffentlichungen
- Improvisation for Saxophone: The Scale/Mode Approach. Berklee Press Publications, 1986. ISBN 0-7935-5426-8
- Improvisation for Flute: The Scale/Mode Approach. Berklee Press 1986. ISBN 1-4234-6740-X